# Farkas Paneth
Farkas Paneth (n. 23 martie 1917, Cluj – d. 23 iunie 2009, Cluj) a fost un jucător de tenis de masă român de etnie maghiaro-evreiască.
A fost vicecampion european la tenis de masă.
A fost eroul unui documentar al lui Steven Spielberg.
În cariera sa de jucător de tenis de masă, Paneth Farkas a câștigat Cupa României (în 1935 și 1947), 9 titluri de campion național, în probele de echipe, la "dublu bărbați" și "dublu mixt", precum și numeroase titluri de vicecampion la "simplu".